# Neutralisationstekniker
Neutralisationstekniker (eng: Techniques of neutralization) är en teori inom kriminologi som formulerades 1957 av de två amerikanska kriminologerna David Matza och Gresham Sykes, och bär tydliga spår av rational choice-teori. Neutralisationstekniker inordnas vanligen inom kategorin kontroll- och tillfällesstrukturteori och är ideologiskt konservativ. Därmed skiljer den sig ideologiskt från konfliktteorierna.

## Neutraliseringsteknik
Neutraliseringsteknikerna utgör ett antal olika metoder genom vilka en person som begår olagliga handlingar neutraliserar moraliska och etiska spärrar som normalt skulle hindra personen från att begå brott. Teknikerna används för att brottslingen inte skall skuldbelägga sig själv. Målet är att rättfärdiga sin egen brottsliga handling genom en omskrivning av brottet, som blir möjlig när den kriminelle tillfälligt upphäver den kontroll etablerade normer normalt utövar på individens beteende. Rättfärdigandet av den kriminella handlingen sker i relation till den egna gruppens spelregler. 
Ett lyckat rättfärdigande av en kriminell handling innebär en rationalisering som skyddar brottsligen från självrannsakan eller från skuldanklagelser. Neutraliseringen leder till en legitimering av den kriminella handlingen och möjliggör en upprepning av handlingen då den legitimerats av den egna gruppens värderingar.

### Fem huvudsakliga neutraliseringstekniker
1. Förnekandet av ansvaret över den brottsliga handlingen.
2. Förnekandet av att den eventuella skada som uppkommit har förorsakats av den brottsliga handlingen.
3. Förnekandet av att det finns något offer för handlingen.
4. Fördömandet av fördömarna.
5. Åberopandet av andra högre lojaliteter än lagen och samhällets övergripande moral.